# Grand (adelstitel)

Rangkrona för en grand av Spanien

Grand (spanska: grande "storman") är en titel för den högsta spanska adeln.

## Bakgrund
Grandvärdigheten har sitt ursprung i 1200-talets Kastilien, och erkändes formellt av Karl V år 1520 genom förordning. Granderna var de främsta markägarna i Kastilien och Aragonien med stort politiskt inflytande, vilket dock minskade från och med 1500-talet. Titeln har avskaffats flera gånger, 1808 (under Joseph Bonaparte), 1873 och 1931 (då landet var republik) men har återupprättats igen, senast år 1948 av Francisco Franco. Enligt Nationalencyklopedin är idag 395 personer grander.
Traditionellt har granderna haft många privilegier, som exempelvis att behålla sin huvudbonad på i kungens närvaro och att kalla monarken kusin ("mi primo"). De har även rätt till titeln excellens. Tidigare indelades granderna i tre klasser men nu har alla samma privilegier. Grandvärdigheten är egentligen inte kopplat till andra adelstitlar, men innehas av samtliga spanska hertigar och en del markiser och grevar.